# Professeur principal
Pour les articles homonymes, voir Professeur.
Le professeur principal (abrégé P.P.) est, dans le système éducatif français, un enseignant d'une classe de collège ou de lycée qui, en plus de son enseignement dans sa matière, est chargé du suivi et de l'orientation des élèves.

## Mission générale du professeur principal
Il est chargé du suivi, l’information et la préparation de l’orientation des élèves. La tâche varie en fonction du niveau dont il est responsable, certains paliers, notamment la troisième (collège) et la classe de seconde de détermination (lycée), demandant un travail d'orientation plus important. En 1992-1993, certains établissements réputés difficiles se sont vus affecter deux professeurs principaux pour une classe.

## Au quotidien
Il s'agit du professeur avec lequel les élèves prennent contact à la rentrée scolaire ; celui qui, plus qu'un autre, les suivra toute l'année scolaire. Il se charge, s'il y a lieu, de leur faire visiter l'établissement, leur communiquer les emplois du temps de la classe, leur donner au besoin des consignes supplémentaires.
Le professeur principal organise les heures de vie de classe inscrites dans l'emploi du temps, à raison de 10 heures réparties sur l'année scolaire, afin de préparer un conseil de classe ou de discuter d'une question précise concernant la classe, par exemple l'élection des délégués de classe. Il peut également faire intervenir d'autres personnels (conseiller principal d'éducation, conseiller d'orientation-psychologue, infirmière scolaire, médecin scolaire) en fonction des besoins et des demandes des élèves.
Le professeur principal demeure également un lien privilégié d'un côté avec les familles et de l'autre avec l'administration scolaire. Il est la plupart du temps la personne qui transmet les informations diverses aux élèves. De manière générale, c'est vers lui que se tournent les élèves pour leurs questions sur leur vie scolaire.
Le professeur principal touche une indemnité spécifique, en plus de l'indemnité de suivi et d'orientation versée à tous les professeurs.